# Chorthippus helverseni
Chorthippus helverseni is een rechtvleugelig insect uit de familie veldsprinkhanen (Acrididae). De wetenschappelijke naam van deze soort is voor het eerst geldig gepubliceerd in 2003 door Mol, Çiplak & Sirin.